# 北観音山
北観音山（きたかんのんやま）は、7月に京都市内で行われる祇園祭において巡行する山鉾である。2014年に後祭が復活してからは、毎年7月24日の後祭で巡行している。くじ取らずの山。
山鉾町は中京区新町通六角下ル六角町。

## 由来
京都の上ル下ルに由来して上り観音山とも呼ばれる。楊柳観音像と韋駄天像を祀っている。
1353年(文和2年)創建とされ、天明の大火で観音像は顔を除いて焼失したが橋定春作の手で修復された。元々は屋根のない舁山であったが、町内に三井家や現松坂屋の伊藤家などが所在していたことから、屋根を取り付けた徐々に懸装品を増やすなどして、1833年(天保4年)には現在の飾屋根を持つ曳山となった。どんどん焼けでは被害はなかった。南観音山とは関係が深く、さまざまな縁がある。明治初頭までは南観音山との交互での巡行であったが以降は一緒に巡行していた。2023年より南観音山との巡行順を一年交代で入れ替えるようになる。これにより，2012年から2番としてきた巡行順が奇数年は6番，偶数年は2番となった。

## 装飾
破風の下に雲鶴の木彫、天水引は唐草文様のものと雲龍文様のものが隔年で飾られる。下水引は関帝祭の図とされ、2015年に新調した。二番水引は赤地に唐草文様の綴織、三番水引は金地に紅白の牡丹図の唐織。前掛と後掛は19世紀のペルシャ絨毯、胴賭にはトルキスタン絨毯とインド絨毯が使われている。見送りは鳳凰宝散額唐子嬉遊図の綴錦で17世紀中国明末から清初頭のもので、チベット寺院で保管されていたとされる。四隅の房掛け金具は祇園守。
巡行時には見送りの脇から観音懺法にちなんで柳の枝を山の右後ろに差し出して垂らす。鉾と違い天井には真木の代わりに真松が立てられている。真松は赤松であり、枝に長尾鳥が取り付けられる。この松は南観音山とくじを引いて選んでおり、松取式と呼ばれている。南観音山では鳩が取り付けられており、2013年までは北が鳩、南が長尾鳥であったが古文書などの文献から入れ替わっていることが分かり入れ替えた。

## 画像

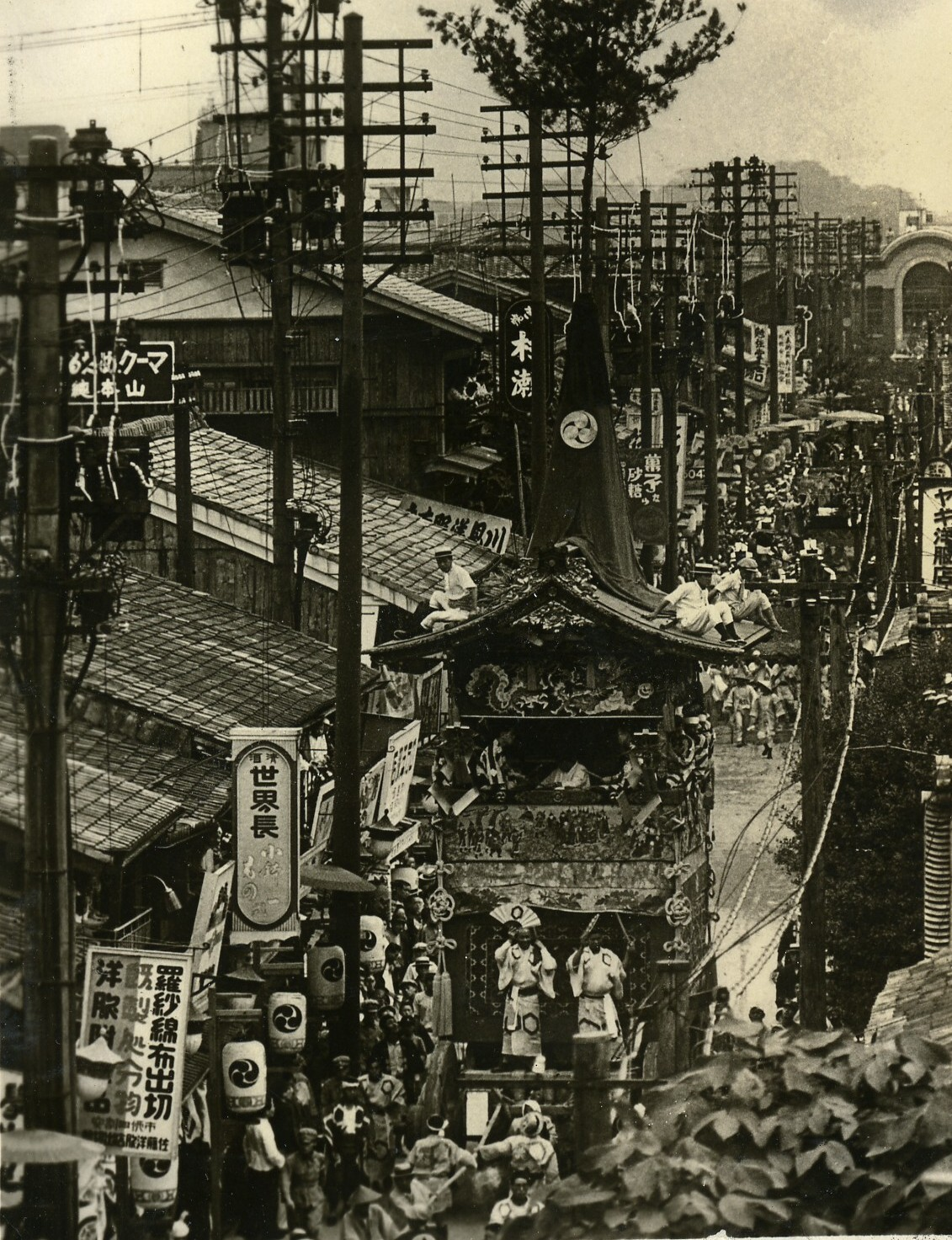
1920年代の北観音山、新町通りを通っている。
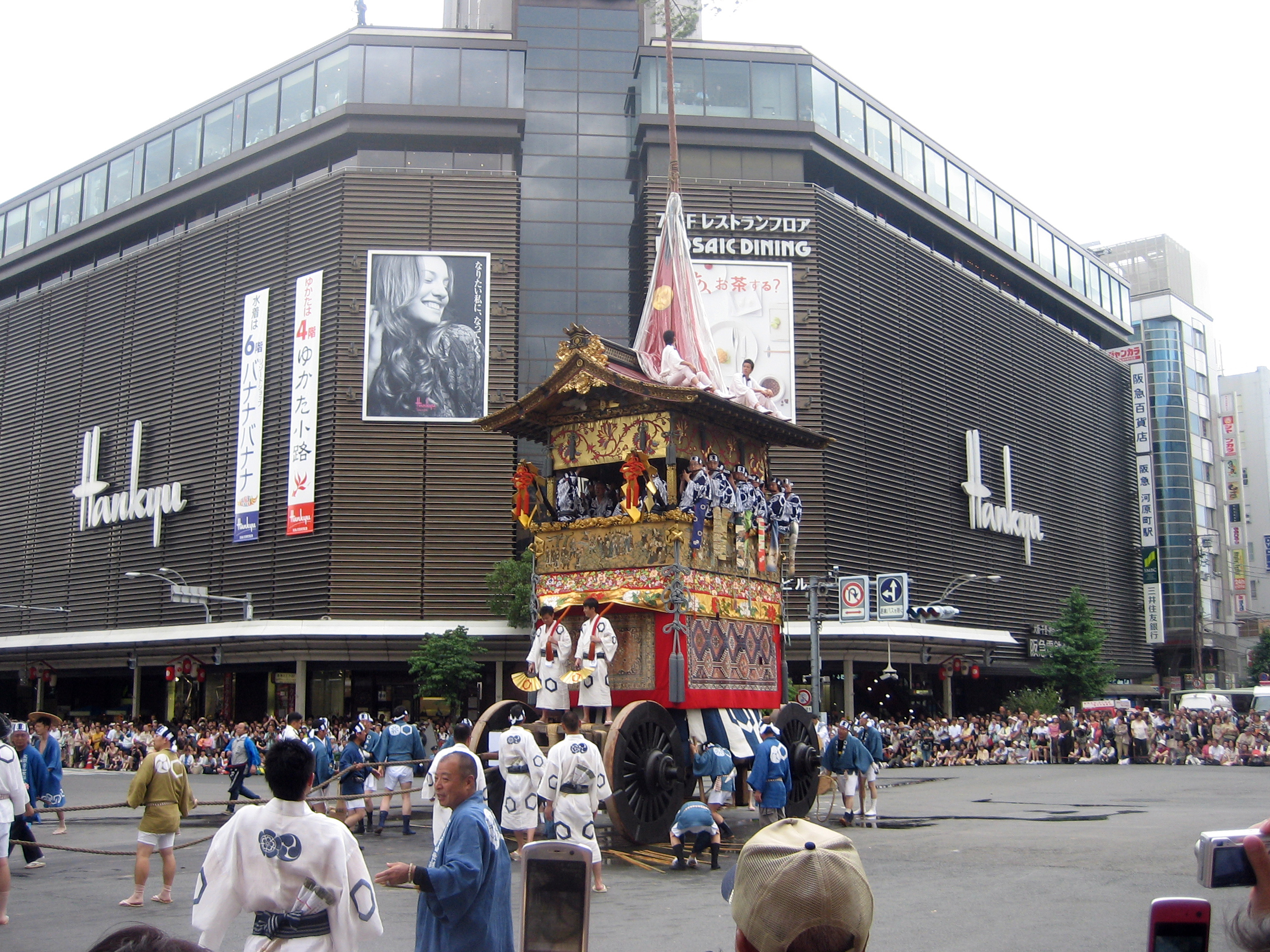
北観音山、辻回し
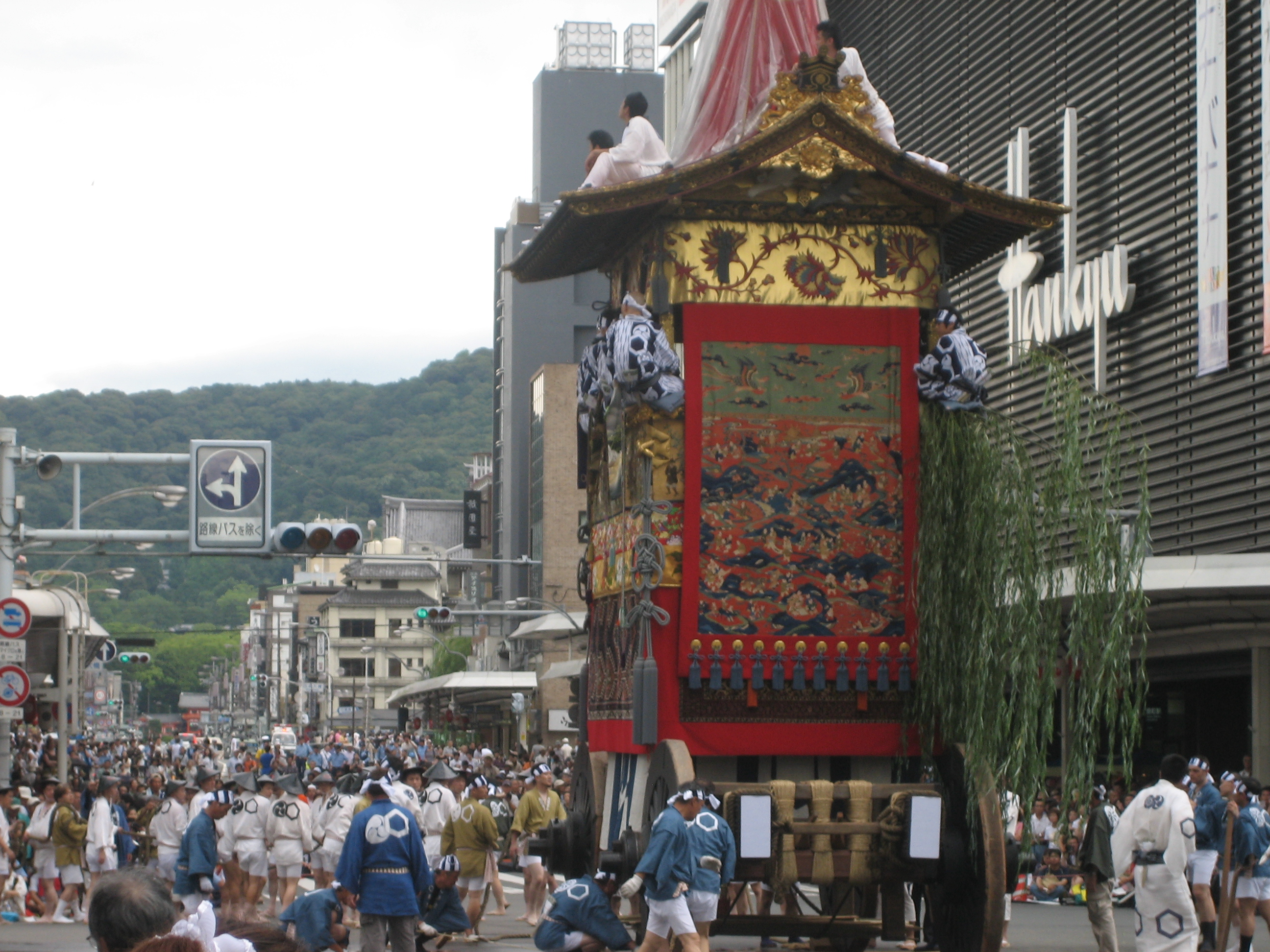
北観音山、後から